# شارع عمر بن عبد العزيز

شارع عمر بن عبد العزيز وسط الأعظمية

شارع عمر بن عبد العزيز هو شارع مشهور[بحاجة لمصدر] من شوارع بغداد في الأعظمية يبدأ من ساحة عنتر في الأعظمية ويمر بمكتبة الصباح ويستمر متجهاً شمالا، وكان اسم الشارع في العصر العباسي «درب السلطان».

## الأحياء التي يمر بها
أول حي عن يمين الشارع هو حي راغبة خاتون. وأول المعالم هناك هو نادي الأعظمية وأما عن يسار الشارع فتقع محلة هيبت خاتون التي فيها بدالة الأعظمية ويمضي الشارع متجهاً شمالاً حتى يصل إلى تقاطع مكتبة الصباح وبعد التقاطع تقع راغبة خاتون عن اليمين وأما اليسار فتقع محلة الشيوخ (من حي الأعظمية) ويستمر الشارع حتى يصل إلى عمارة على هيئة الباخرة، حيث ينتهي الشارع. ليبدأ شارع آخر امتداد له وهو شارع رشيد عالي الكيلاني.

## طول الشارع
يبلغ طول شارع عمر بن عبد العزيز حوالي 1600 متر، وهو ذو اتجاهين للمركبات وبينهما جزرة وسطية.

## تشجير الجزرة
كانت الجزرة الوسطية كثيرة الأزهار والأشجار، حتى جاءت سلطة الاحتلال الأمريكي واجتثت الأشجار، حذراً من العبوات الناسفة، وبقيت طوال الاحتلال ثم قامت أمانة بغداد بغرس الأشجار بدرجة أقل جمالاً من السابق.[بحاجة لمصدر]

## معالم الشارع

### شرقاً
- دار الإذاعة العراقية عام 1941، وكانت قرب نادي الأعظمية.[3]
- نادي الأعظمية وفيه صالة الأردن للبليارد.
- المحل الجديد ل مكتبة الصباح، الذي تقف عنده الباصات الذاهبة من الأعظمية إلى كل مِن الشماسية سبع أبكار.
- حديقة الأخطل.

### غرباً
- بيت صباح ميرزا محمود.
- أسواق الأنعام سابقاً.
- فلافل خالد.
- المحل القديم لمكتبة الصباح.